# Raïon du Dniestr
Le raïon du Dniestr (en ukrainien : Дністровський район) est un raïon situé dans l'oblast de Tchernivtsi en Ukraine. Son chef-lieu est Kelmentsi.
Il est créé par la réforme administrative de 2020 en Ukraine en absorbant les raïons de Kelmentsi, Sokyriany et Khotyn.

## Patrimoine
Centrale hydroélectrique du Dniestr et parc naturel national de Khotyn (forteresse et collines coniques).

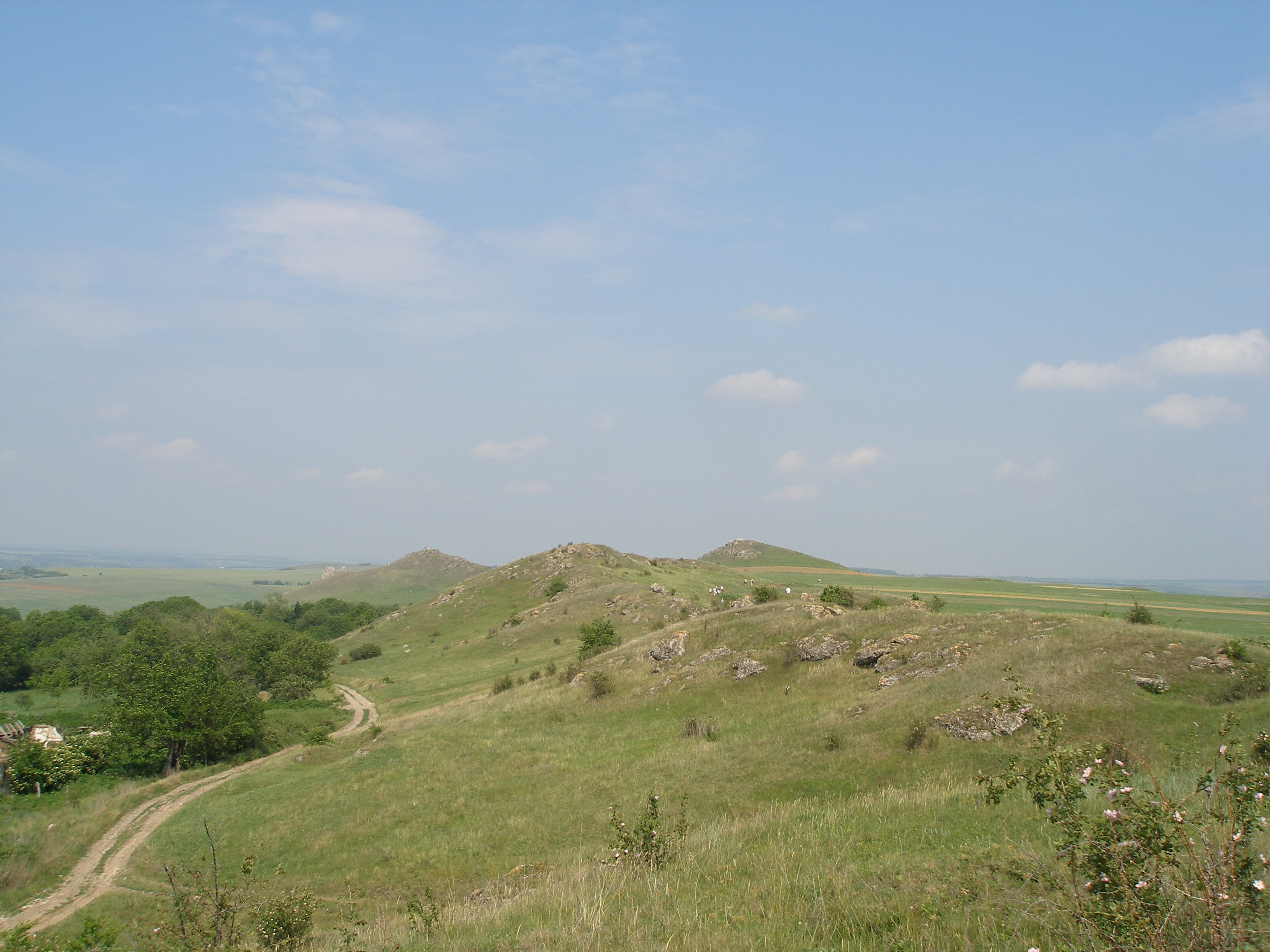
Partie du mur de Trajan, classée[1],
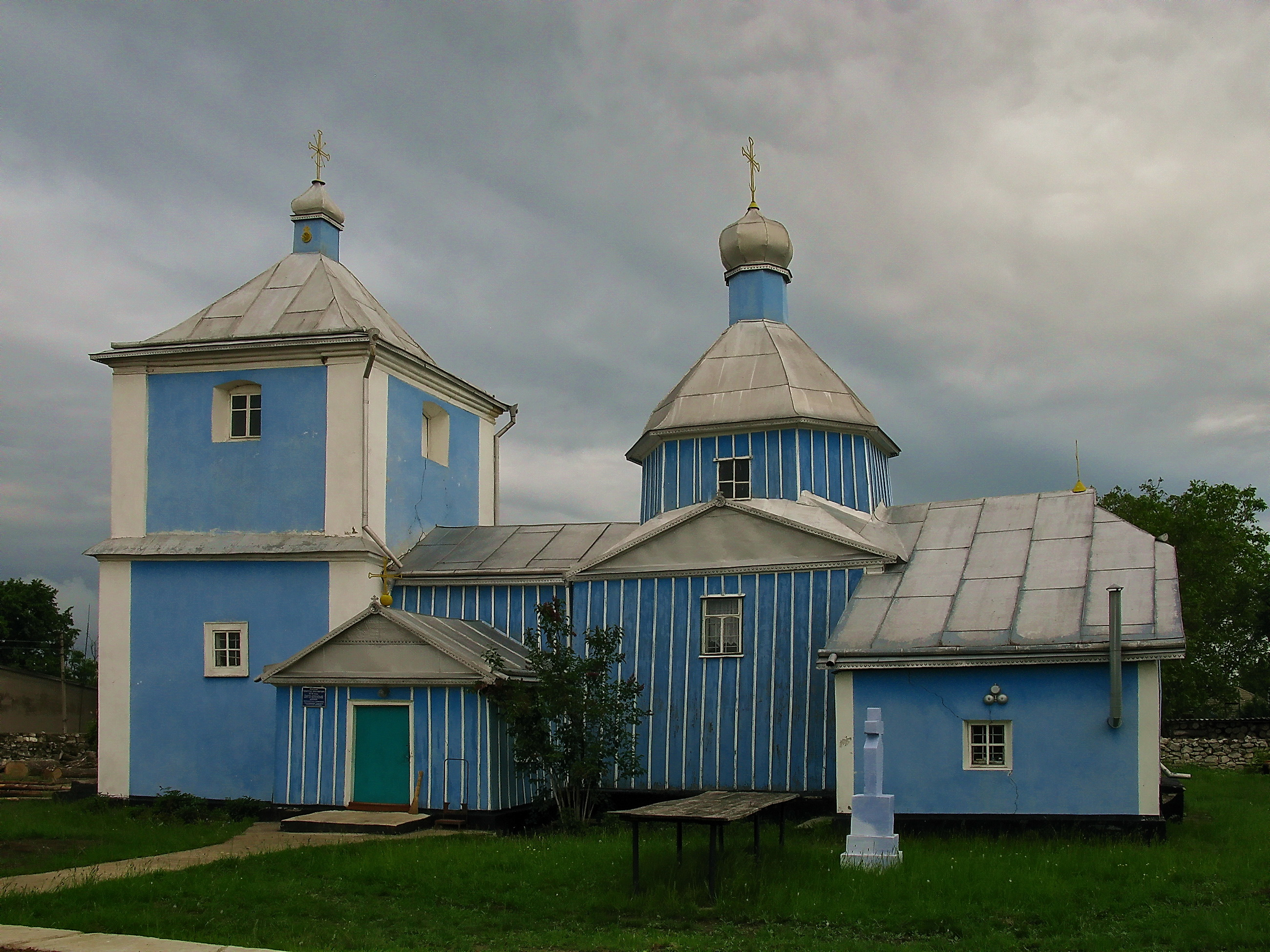
l'église de l'Ascension à Komariv, classée[2],
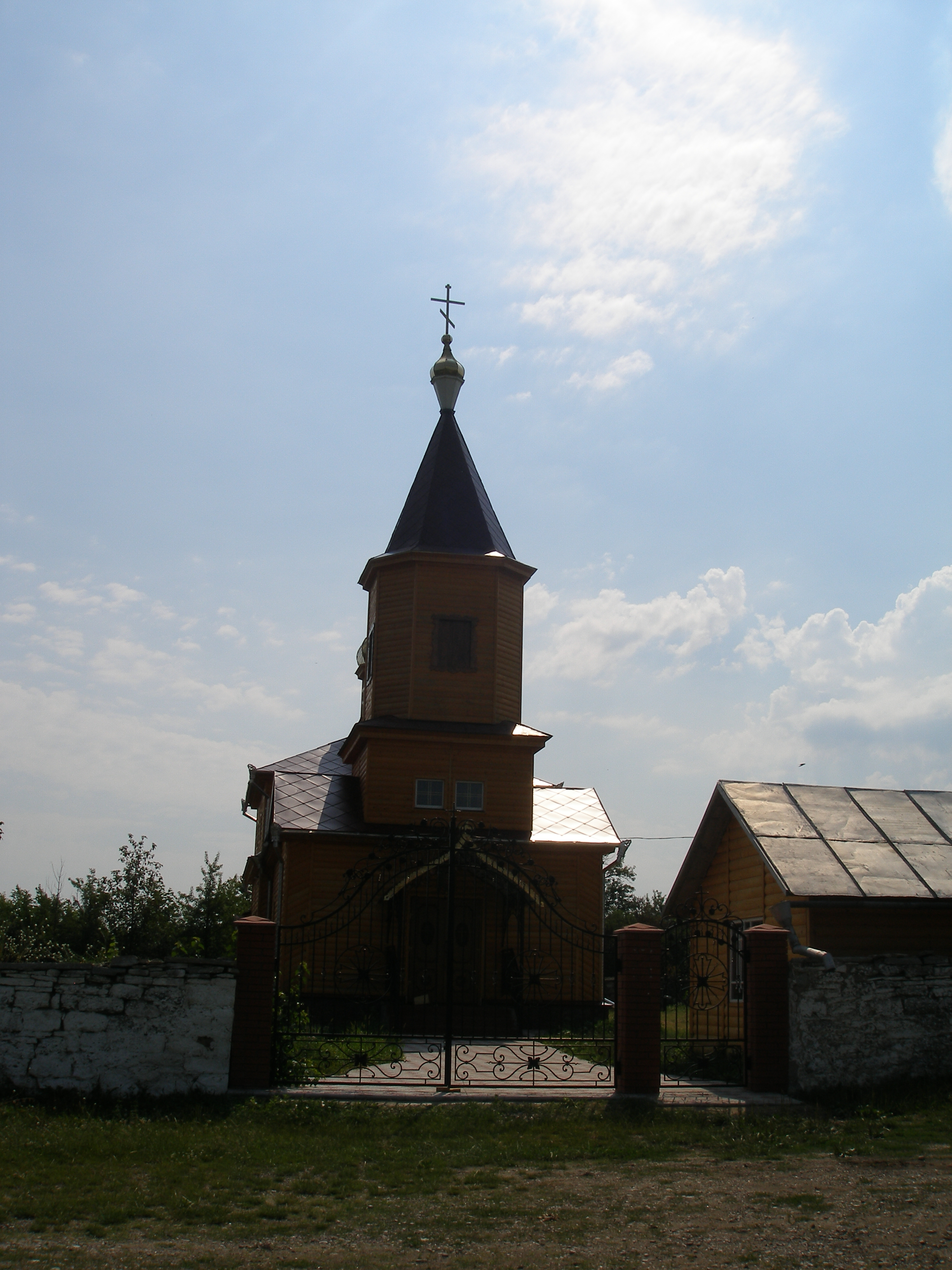
église du village de Dimitry à Bernove, classée[3],
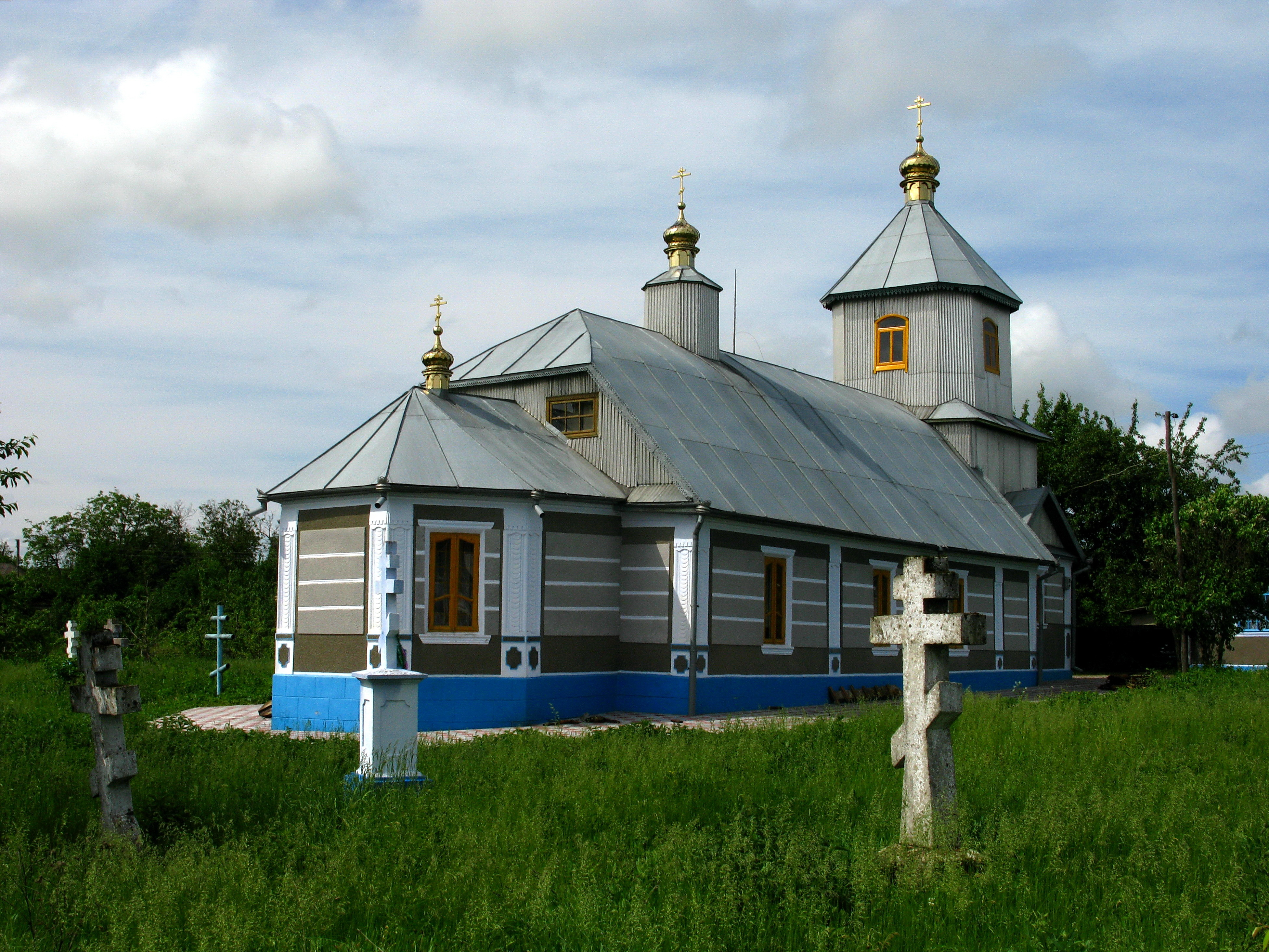
église st-Nicolas, classée[4],
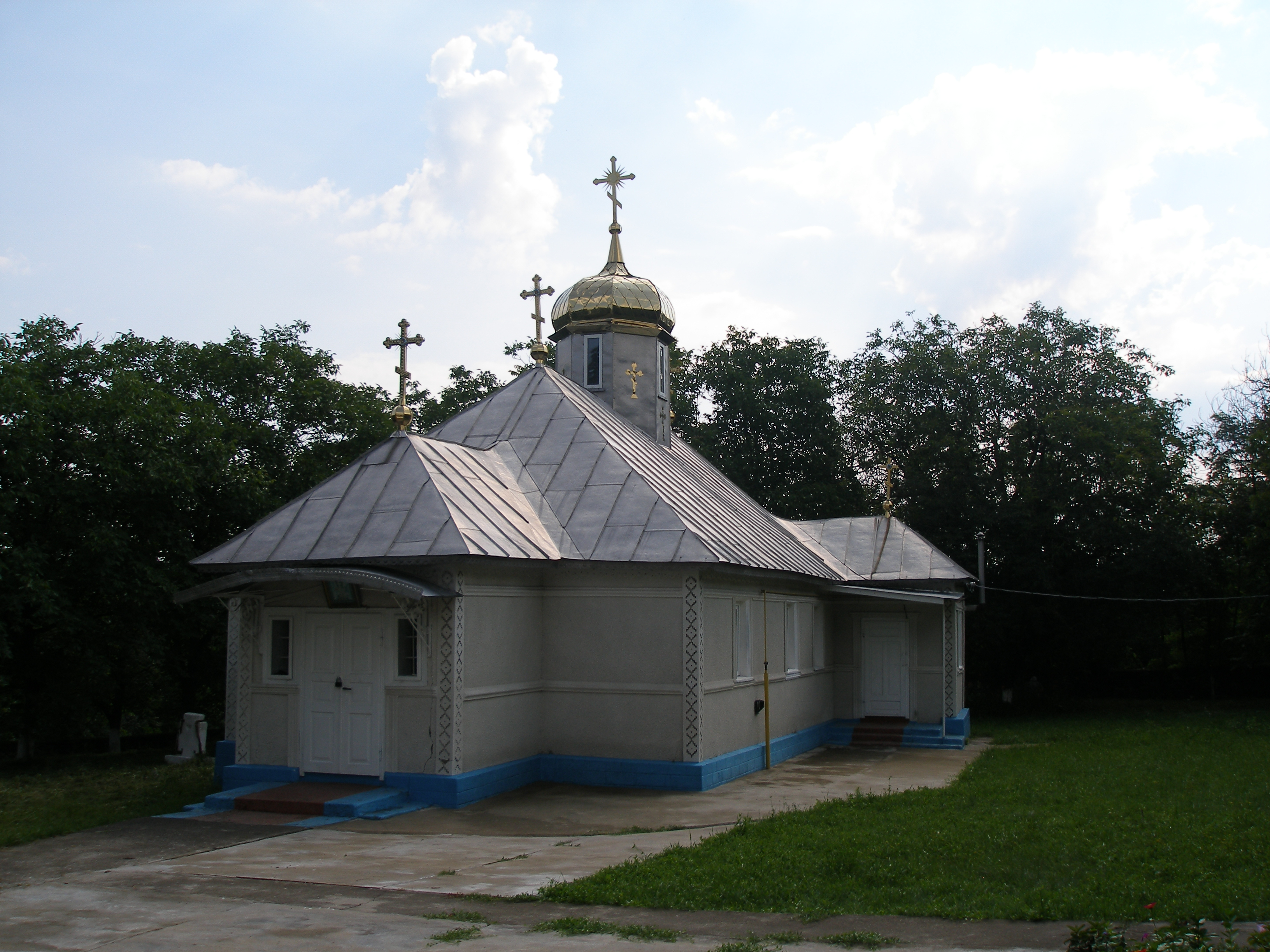
église de Mitraïlo à Perkivsti, classé[5],
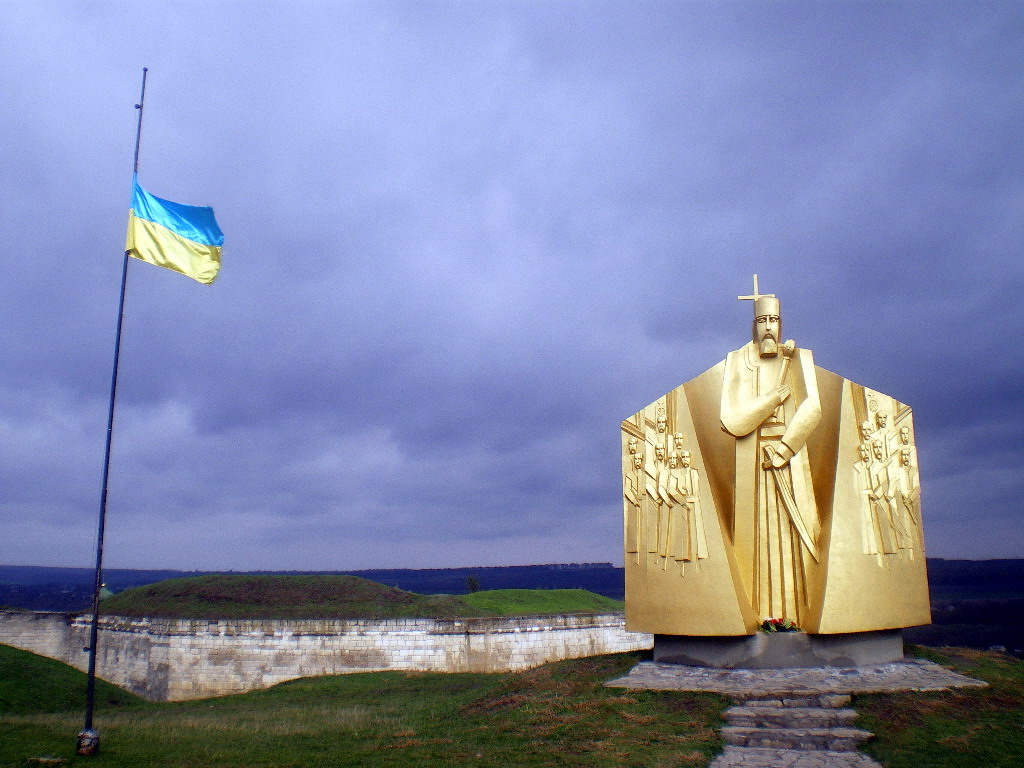
monument à Petro Sahaïdatchnyi, classé
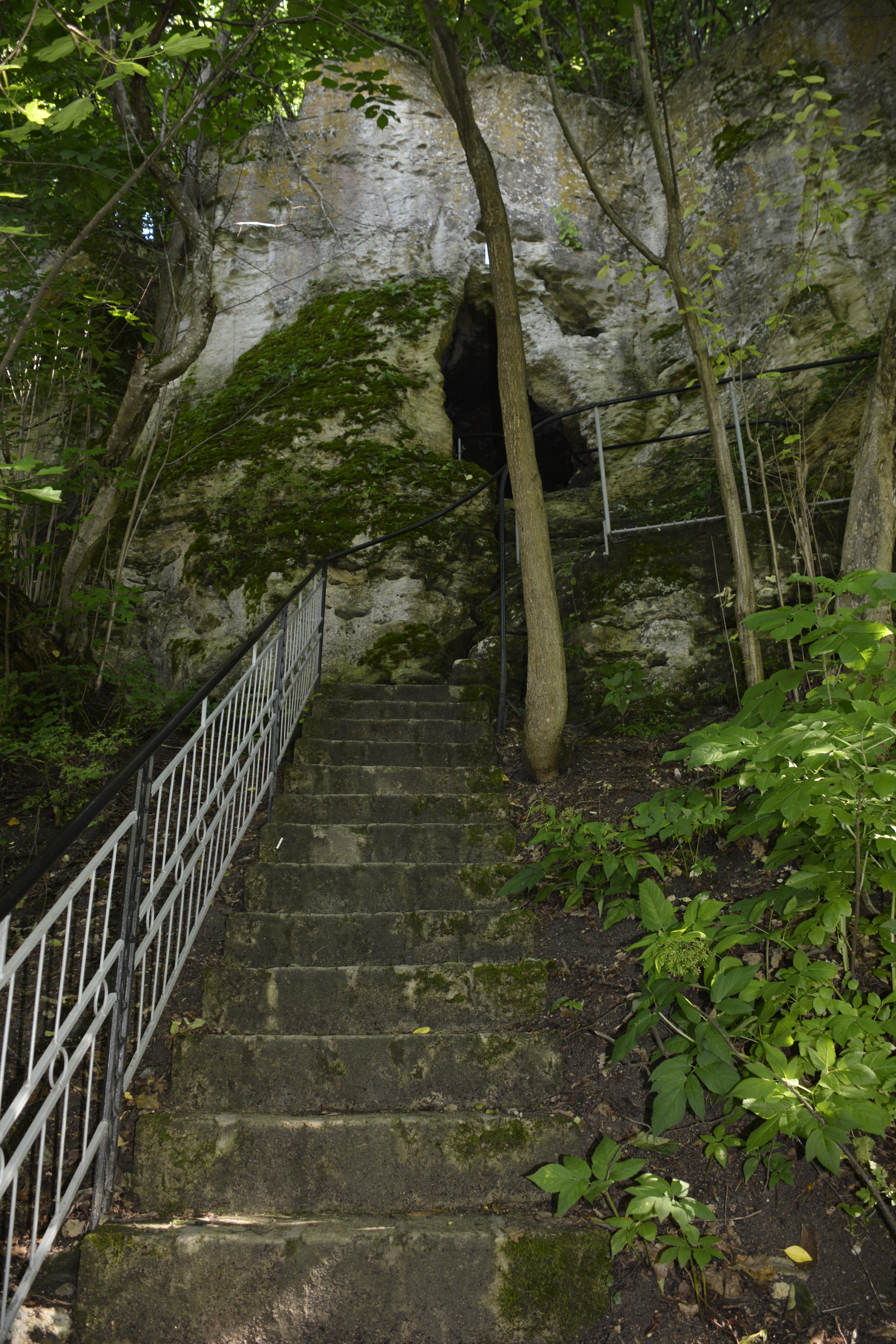
Halinstka Stinka, classé